# Чемпіонат України з хокею 2008—2009
Чемпіонат України з хокею сезону 2008/2009 років — стартував 2 жовтня 2008 року і завершився 26 березня 2009. На відміну від декількох попередніх сезонів, коли в турнірі брали участь лише 6 команд, у 17-му чемпіонаті України за нагороди першості розпочали боротьбу одразу 13 колективів.

## Регламент
Вперше в історії вітчизняного хокею в чемпіонаті країни взяли участь одразу 13 команд. Усі вони були розподілені на три нерівноцінних дивізіони. Також при поділі враховувався географічний принцип.
Більшість поєдинків команди проводили всередині своїх дивізіонів, чим і пояснюється різна кількість зіграних ними матчів.
Після закінчення регулярної частини чемпіонату, команди центрального дивізіону напряму потрапляли до чвертьфінальної стадії плей-оф. У східному ж дивізіоні, у якому виступало п’ять клубів, команда, що посіла перше місце грала у першому раунді плей-оф серію до двох перемог проти 4-ї команди, а друга проти третьої. Оскільки у західному дивізіоні виступало лише три колективи, переможець «заходу» («Ватра») напряму потрапляв до другого раунду. Натомість друга та третя команди мали позмагалися за це право у триматчевій серії (до двох перемог).
У другому раунді команди грали за наступним принципом: переможець в парі між 1-ю та 4-ю командами на сході визначав учасника чвертьфіналу у боротьбі проти переможця в парі 2-ї та 3-ї команд заходу. Так само, перша команда заходу грала проти переможця пари між 2-ю та 3-ю командами сходу. Тріумфатори протистоянь виходили до наступної стадії змагань. Але і команди, котрі зазнали поразок, теж не втрачали шанс пройти у наступне коло: у триматчевій серії між собою вони визначали останнього, восьмого, учасника чвертьфіналів.
Далі все відбувалося за звичною схемою: в серіях матчів до двох перемог команди визначали півфіналістів, а згодом і фіналістів чемпіонату. Також у регламенті передбачалося проведення зустрічей за третє місце.

## Регулярний сезон

### Підсумкова таблиця
| Пояснення                                          |
| -------------------------------------------------- |
| Команди, котрі потрапили до 1/4 фіналу             |
| Команди, котрі потрапили до першого раунду плей-оф |
| Команди, котрі припинили боротьбу                  |

| Команда                | І  | В  | ВО | ПО | П  | ГЗ  | ГП  | Різниця | О  |
| ---------------------- | -- | -- | -- | -- | -- | --- | --- | ------- | -- |
| «АТЕК» (Київ)          | 29 | 18 | 0  | 2  | 9  | 142 | 73  | +69     | 56 |
| «Білий Барс» (Бровари) | 29 | 16 | 2  | 2  | 9  | 163 | 117 | +46     | 54 |
| ХК «Харків»            | 29 | 16 | 2  | 1  | 10 | 147 | 77  | +70     | 53 |
| «Компаньйон» (Київ)    | 29 | 13 | 3  | 2  | 11 | 153 | 95  | +58     | 47 |
| «Сокіл» (Київ)         | 29 | 12 | 2  | 2  | 13 | 128 | 109 | +19     | 42 |

| Команда                        | І  | В  | ВО | ПО | П  | ГЗ  | ГП  | Різниця | О  |
| ------------------------------ | -- | -- | -- | -- | -- | --- | --- | ------- | -- |
| «Донбас» (Донецьк)             | 19 | 14 | 0  | 0  | 5  | 134 | 66  | +68     | 42 |
| «Придніпровськ» (Дніпро)       | 19 | 12 | 0  | 1  | 6  | 104 | 90  | +14     | 37 |
| СДЮСШОР-Місто (Харків)         | 19 | 7  | 1  | 1  | 10 | 86  | 132 | -46     | 24 |
| «Ворони» (Суми)                | 19 | 5  | 1  | 0  | 13 | 88  | 133 | -45     | 17 |
| «Запорізькі Моржі» (Запоріжжя) | 19 | 1  | 0  | 0  | 18 | 65  | 202 | −137    | 3  |

| Команда                    | І  | В | ВО | ПО | П  | ГЗ  | ГП  | Різниця | О  |
| -------------------------- | -- | - | -- | -- | -- | --- | --- | ------- | -- |
| «Ватра» (Івано-Франківськ) | 16 | 8 | 0  | 1  | 7  | 103 | 121 | -18     | 25 |
| «Експрес» (Львів)          | 16 | 7 | 1  | 0  | 8  | 113 | 145 | -32     | 23 |
| «Патріот» (Вінниця)        | 14 | 3 | 0  | 0  | 11 | 72  | 139 | -67     | 9  |

## Плей-оф

### Перший раунд
- «Придніпровськ» (Дніпропетровськ) — СДЮСШОР-Місто (Харків) — 2:1 (4:6, 5:1, 4:1)
- «Донбас» (Донецьк) — «Ворони» (Суми) — 2:0 (7:3, 9:2)
- «Експрес» (Львів) — «Патріот» (Вінниця) — 2:0 (13:8, 11:4)

### Другий раунд*
- «Придніпровськ» (Дніпропетровськ) — «Ватра» Івано-Франківськ — 2:0 (3:2, 4:2)
- Команда «Експрес», що представляла місто Львів знялась зі змагань, тож донецький «Донбас», який мав зустрітися з львів'янами, пройшов в 1/4 фіналу без боротьби. Туди ж потрапила й івано-франківська «Ватра», котра у втішному поєдинку між «невдахами» другого раунду плей-оф мала визначити останнього учасника чвертьфіналів.

### 1/4 фіналу
|  | Чвертьфінали | Чвертьфінали  | Чвертьфінали |   |            | Півфінали  | Півфінали | Півфінали           |      |     | Фінал | Фінал     | Фінал |
|  |              |               |              |   |            |            |           |                     |      |     |       |           |       |
|  | 1 Ц          | АТЕК          | 2            |   |            |            |           |                     |      |     |       |           |       |
|  | 1 З          | Ватра         | 0            |   |            |            |           |                     |      |     |       |           |       |
|  | 1 З          | Ватра         | 0            |   | 1 Ц        | АТЕК       | 0         |                     |      |     |       |           |       |
|  |              |               |              |   | 1 Ц        | АТЕК       | 0         |                     |      |     |       |           |       |
|  |              | 5 Ц           | Сокіл        | 2 |            |            |           |                     |      |     |       |           |       |
|  | 2 Ц          | 5 Ц           | Сокіл        | 2 | Білий Барс | 2          |           |                     |      |     |       |           |       |
|  | 2 Ц          |               |              |   | Білий Барс | 2          |           |                     |      |     |       |           |       |
|  | 2 С          | Придніпровськ | 0            |   |            |            |           |                     |      |     |       |           |       |
|  | 2 С          | Придніпровськ | 0            |   |            |            |           |                     |      | 5 Ц | Сокіл | 2         |       |
|  |              |               |              |   |            |            |           |                     |      | 5 Ц | Сокіл | 2         |       |
|  |              | 2 Ц           | Білий Барс   | 0 |            |            |           |                     |      |     |       |           |       |
|  | 3 Ц          | 2 Ц           | Білий Барс   | 0 | ХК Харків  | 2          |           |                     |      |     |       |           |       |
|  | 3 Ц          |               |              |   | ХК Харків  | 2          |           |                     |      |     |       |           |       |
|  | 1 С          | Донбас        | 0            |   |            |            |           |                     |      |     |       |           |       |
|  | 1 С          | Донбас        | 0            |   | 2 Ц        | Білий Барс | 2         |                     |      |     |       |           |       |
|  |              |               |              |   | 2 Ц        | Білий Барс | 2         | Матч за третє місце |      |     |       |           |       |
|  |              | 3 Ц           | ХК Харків    | 1 |            |            |           |                     |      |     |       |           |       |
|  | 4 Ц          | 3 Ц           | ХК Харків    | 1 | Компаньйон | 0          |           | 1 Ц                 | АТЕК | 2   |       |           |       |
|  | 4 Ц          |               |              |   | Компаньйон | 0          |           | 1 Ц                 | АТЕК | 2   |       |           |       |
|  | 5 Ц          | Сокіл         | 2            |   |            |            |           |                     |      |     | 3 Ц   | ХК Харків | 1     |

- «АТЕК» (Київ) — «Ватра» (Івано-Франківськ) — 2:0 (6:1, 6:3)
- «Білий Барс» (Бровари) — «Придніпровськ» (Дніпропетровськ) — 2:0 (6:3, 17:3)
- ХК «Харків» — «Донбас» (Донецьк) — 2:0 (7:2, 6:3)
- «Компаньйон» (Київ) — «Сокіл» (Київ) — 0:2 (0:8, 4:10)

### 1/2 фіналу
- «Білий Барс» (Бровари) — ХК «Харків» — 2:1 (2:5, 3:1, 2:0)

| 12 березня 12:00 | «Сокіл» Київ | 5:2 (1:0, 2:0, 2:2) | «АТЕК» Київ | ЛПС «Авангард» Глядачів: 300 |

|                                                                                         | Федоров                     | Голкіпери                        | Приятель | Арбітр: Урда |
| Цируль - 15:40 Харченко - 23:31 Сальников (Б1) - 27:02 Цируль - 43:53 Матвійчук - 56:49 | 1:0 2:0 3:0 4:0 4:1 4:2 5:2 | 47:14 - К. Рябенко 48:44 - Хміль |          | Арбітр: Урда |
| 8 хв.                                                                                   | Вилучення                   | 12 хв.                           |          | Арбітр: Урда |
|                                                                                         |                             |                                  |          | Арбітр: Урда |

| 14 березня 12:00 | «АТЕК» Київ | 1:7 (1:3, 0:3, 0:1) | «Сокіл» Київ | ЛПС «Авангард», Київ Глядачів: 500 |

|                   | Приятель (М. Ворошнов, 20:00)   | Голкіпери | Карпенко | Арбітр: Лускань |
| Малашенко - 15:57 | 0:1 0:2 1:2 1:3 1:4 1:5 1:6 1:7 | 2:45 - Матвійчук (Б2) 15:17 - Дяченко 16:34 - Пастух 26:27 - Войцеховський 32:38 - Карлов 34:50 - Пастух 57:19 - Карлов |          | Арбітр: Лускань |
| 6 хв.             | Вилучення                       | 8 хв. |          | Арбітр: Лускань |
|                   |                                 | |          | Арбітр: Лускань |

### Матч за 3-тє місце
| 24 березня 18:00 | ХК «Харків» | 4:1 (2:0, 1:0, 1:1) | «АТЕК» | СК СДЮСШОР Глядачів: 350 |

|                                                              | Харитонов           | Голкіпери          | Приятель | Арбітр: Глуховський |
| Шишкін - 11:36 Новиков - 16:52 Пономар - 36:15 Сірий - 53:26 | 1:0 2:0 3:0 3:1 4:1 | 47:40 - Дворецький |          | Арбітр: Глуховський |
| 14 хв.                                                       | Вилучення           | 12 хв.             |          | Арбітр: Глуховський |
|                                                              |                     |                    |          | Арбітр: Глуховський |

| 26 березня 13:00 | «АТЕК» | 3:1 (3:0, 0:0, 0:1) | ХК «Харків» | Палац спорту, Київ Глядачів: 200 |

|                                                 | Приятель        | Голкіпери        | Скрипник (Харитонов, 8:45) | Арбітр: Андрій Севрук |
| Печорін - 1:08 Печорін (Б1) - 4:16 Чумак - 7:56 | 1:0 2:0 3:0 3:1 | 58:20 - Панченко |                            | Арбітр: Андрій Севрук |
| 20 хв.                                          | Вилучення       | 18 хв.           |                            | Арбітр: Андрій Севрук |
|                                                 |                 |                  |                            | Арбітр: Андрій Севрук |

| 27 березня 13:00 | «АТЕК» | 2:1 (0:1, 1:0, 1:0) | ХК «Харків» | СК АТЕК, Київ Глядачів: 200 |

|                                       | Приятель    | Голкіпери              | Харитонов | Арбітр: Лускань |
| Щербатюк (Б1) - 22:10 Печорін - 52:11 | 0:1 1:1 2:1 | 6:50 - Столяренко (Б2) |           | Арбітр: Лускань |
| 12 хв.                                | Вилучення   | 18 хв.                 |           | Арбітр: Лускань |
|                                       |             |                        |           | Арбітр: Лускань |

### Фінал
| 24 березня 18:30 | «Сокіл» | 8:2 (3:1, 3:1, 2:0) | «Білий Барс» | ЛПС «Авангард», Київ Глядачів: 800 |

| | Карпенко                                | Голкіпери                                  | Хапков (Семенець, 33:05) | Арбітр: Лускань |
| Пастух - 9:08 Пастух - 12:14 Німенко - 13:20 Пастух - 20:13 Шафаренко - 30:03 Дяченко - 33:04 Німенко - 42:24 Шафаренко (М) - 58:55 | 1:0 2:0 3:0 3:1 4:1 4:2 5:2 6:2 7:2 8:2 | 18:44 - П. Борисенко (Б1) 25:58 - Росляков |                          | Арбітр: Лускань |
| 10 хв. | Вилучення                               | 6 хв.                                      |                          | Арбітр: Лускань |
| |                                         |                                            |                          | Арбітр: Лускань |

| 26 березня 18:30 | «Білий Барс» | 1:6 (0:3, 1:1, 0:2) | «Сокіл» | Палац спорту, Київ Глядачів: 4 000 |

|                 | Семенець                    | Голкіпери                                                                                                | Карпенко | Арбітр: Кіча |
| Буценко - 23:40 | 0:1 0:2 0:3 1:3 1:4 1:5 1:6 | 6:57 - Литвиненко 16:32 - Матвійчук 17:13 - Шафаренко 38:47 - Шафаренко 58:54 - Шафаренко 59:21 - Пастух |          | Арбітр: Кіча |
| 26 хв.          | Вилучення                   | 14 хв.                                                                                                   |          | Арбітр: Кіча |
|                 |                             | |          | Арбітр: Кіча |

У плей-оф за «Сокіл» виходили на льодові майданчики:
- Воротарі: Ігор Карпенко, Олександр Федоров, Вадим Селівестов;
- Захисники: Володимир Алексюк, Руслан Свиридов, Артем Невєров, Юрій Гунько, Андрій Срюбко, Дмитро Толкунов, Дмитро Якушин, Віталій Люткевич, Юрій Наваренко, Олександр Побєдоносцев, Денис Ісаєнко;
- Нападники: Сергій Харченко, Роман Благий, Юрій Дяченко, Олексій Войцеховський, Віталій Доніка, Євген Пастух, Ігор Слюсар, Ігор Карлов, Дмитро Німенко, Віталій Лахматов, Віталій Литвиненко, Олег Шафаренко, Дмитро Цируль, Вадим Аверкін, Олександр Матвійчук, Роман Сальников, Олександр Яковенко.